# Hybanthus peninsularis
Hybanthus peninsularis är en violväxtart som beskrevs av Marcus Eugene Jones. Hybanthus peninsularis ingår i släktet Hybanthus och familjen violväxter. Inga underarter finns listade i Catalogue of Life.